# Panthera tigris trinilensis
Tigre de Trinil
Sous-espèce
Le Tigre de Trinil (Panthera tigris trinilensis) est une sous-espèce éteinte du tigre découverte sur l'île de Java lors des fouilles menées par Eugène Dubois au XIXe siècle. Le Tigre de Trinil, qui vivait durant le Pléistocène, constitue une forme intermédiaire avant le tigre de Java (Panthera tigris sondaica).

## Découverte
Eugène Dubois découvre une mandibule de tigre sur le site de Trinil dans le kabupaten de Ngawi à Java. Ce fossile fait à présent partie de la collection Dubois située à Leyde aux Pays-Bas. Dans un premier temps, Dubois la nomme Felis groeneveldtii, mais c'est sous le nom binomial Felis trinilensis que le Tigre de Trinil est décrit en 1908, avec deux autres félins Felis oxygnatha (qui deviendra Panthera tigris oxygnatha) et Felis microgale (qui deviendra Prionailurus bengalensis). Le nom scientifique deviendra Panthera tigris trinilensis lorsqu'elle sera reconnue comme une sous-espèce.
Le Tigre de Trinil fait partie de la faune de Trinil HK, d'endémisme élevé, probablement due à l'insularité. Le Tigre de Trinil vivait il y a 700 000 ans à 1,3 million d'années. Panthera tigris trinilensis est décrit comme ayant une taille intermédiaire entre le tigre et le lion. La quatrième prémolaire inférieure (P4) est décrite comme large et la première molaire inférieure (M1) est plus longue que P4.
Les premiers fossiles de tigre à Java sont datés d'il y a un million d'années. Plusieurs formes de tigre, considérées comme des sous-espèces éteintes, ont été découvertes. Panthera tigris trinilensis est considéré comme la forme la plus ancienne, qui aurait évolué depuis Panthera tigris oxygnatha vers Panthera tigris soloensis pour devenir le tigre de Java (Panthera tigris sondaica).